# 大槽乡
大槽乡，是中华人民共和国四川省凉山彝族自治州普格县下辖的一个乡镇级行政单位。2021年1月12日，将荞窝镇云盘山村8组划归大槽乡管辖。

## 行政区划
大槽乡下辖以下地区：
觉甘史村、大槽村、解惹村和解乃阿莫村。